# Dubrovnik u pozno ljeto
Dubrovnik u pozno ljeto, međunarodni glazbeni festival koji se održava u Dubrovniku.
Organizira ga Dubrovački simfonijski orkestar. Prvo izdanje festivala bilo je 2013. godine. Održava se svake godine od konca kolovoza do potkraj rujna. Nakana osnivača je zadržati prisutnost glazbe i kulturnog života i nakon Dubrovačkih ljetnih igara. Već prvo izdanje naišlo je na sjajan prijam kod publike. Festivalski program čine sadržaji kao što su simfonijski koncerti, komorni koncerti, recitali i sl. Svi se održavaju u ambijentu Kneževa dvora. Izvođači su hrvatski glazbenici u suradnji s međunarodno priznatim gostujućim umjetnicima. Sviraju poznata djela svjetskih i hrvatskih skladatelja. Na festivalu su bila i predstavljanja albuma i izvođene su skladbe iz mjuziklâ.
Među izvođačima koji su nastupali su: Viktor Tretjakov, Natalija Lihopoj, James Dick, Janja Vuletić, Dubravka Tomšič, Diego Tosi, Giovanni Angeleri, Aleksej Semenenko, Severin von Eckardstein, Dmitrij Sinkovski, Martina Filjak, Daniel Froschauer, Dubravka Mušović Šeparović, Marija Grazio, Naira Asatrjan, Maroje Brčić, Marija Pavlović, Marin Maras, Đana Kahriman, Srđan Bulat, Katja Markotić, Nikolina Pinko, Martina Gojčeta Silić, Marko Fortunato, Marko Špehar, Matija Dedić, Darko Jurković, i ini. Dirigirali su im poznati dirigenti Christopha Campestrinija, Thomasa Rosnera, Stefana Sanderlinga, Nicholasa Miltona, Renchanga Fua, Charlesa Olivieri-Munroea, Christopha Koeniga, Darrella Ang, TaeJung Leeja. Ostvarene su suradnje s poznatim imenima kao s Komornim studiom Zagrebačke filharmonije, Akademskim zborom Pro musica, Laus akademijom i ansamblom Plazarius.